# 盘龙镇 (广元市)
盘龙镇，是中华人民共和国四川省广元市利州区下辖的一个乡镇级行政单位。
2019年12月，将盘龙镇东升村6至8组所属行政区域划归河西街道管辖，河西街道办事处驻开泰路3号。

## 行政区划
盘龙镇下辖以下地区：
陵江社区、走马岭社区、新民村、西南村、东升村、五爱村、黄垭村、深沟村、红光村、竞赛村、共和村、南山村、先锋村、上石村、营利村、太阳村和新农村。